# Amblystegium humile
Amblystegium humile là một loài Rêu trong họ Amblystegiaceae. Loài này được (P. Beauv.) Crundw. mô tả khoa học đầu tiên năm 1981.